# Маркович, Светозар (футболист)
Светоза́р Ма́ркович (серб. Светозар Марковић; род. 23 марта 2000, Биелина) — сербский футболист, защитник чешского клуба «Виктория».

## Клубная карьера
Маркович — воспитанник клубов «Радник» и «Партизан». 11 октября 2017 года в поединке Кубка Сербии против «Ртани» Светозар дебютировал за основной состав столичного клуба. 11 марта 2018 года в матче против «Чукарички» он дебютировал в чемпионате Сербии. 5 апреля в поединке против «Бораца» Светозар забил свой первый гол за «Партизан».

## Международная карьера
В 2017 году Маркович в составе юношеской сборной Сербии принял участие в юношеском чемпионате Европы в Хорватии. На турнире он сыграл в матчах против команд Германии и Боснии и Герцеговины.